# Úraz
Úraz představuje náhlou událost působící na organizmus zvenčí a poškozující jej. K úrazu vede úrazový děj a jeho následkem je poranění (tj. objektivně zjistitelná porucha zdraví vzniklá v důsledku úrazu). Přibližným lékařským synonymem je slovo trauma. Vážnější úrazy mohou být smrtelné nebo mohou mít jiné trvalé následky. Riziko úrazů lze snižovat opatrností a dodržováním bezpečnostních předpisů a zásad. Některé pojišťovny nabízejí za určitých podmínek úrazové pojištění.

## Úrazy podle příčiny
- dopravní nehoda
- poškození zdraví při práci (pracovní úraz)
- pád (pád z vyvýšeného místa, uklouznutí na ledu nebo sněhu, zakopnutí, bezvědomí nebo nevolnost)
- náraz do předmětu nebo pád předmětu na tělo
- poranění ostrým předmětem (plech, drát, kámen)
- poškození nástrojem nebo strojem (pila, sekera, nůž, pohyblivá část stroje)
- střelná rána
- popálenina
- úraz elektrickým proudem
- napadení, týrání, mučení, tělesný trest, znásilnění
- pokus o sebevraždu

## Příčiny vzniku úrazů sportovců
Úrazy sportovců vznikají z celé řady faktorů, které se vzájemně prolínají. Řadu z nich může sportovec ovlivnit, u některých může snížit jejich vliv a některé jsou neovlivnitelné.
- osobní vlastnosti sportovce
- vliv druhé osoby
- objektivní příčiny vyplývající z daného sportovního odvětví
- klimatické podmínky
- technické vybavení
- organizační činitel

## Typické úrazy z hlediska věku dítěte
- Novorozenec (do 1 měsíce): nebezpečí pádu při přenášení, opařeniny při koupání, riziko vdechnutí potravy, popáleniny (přímý pobyt na slunci)
- Kojenec (1–12 měsíců): opařeniny (stáhnutí ubrusu), popáleniny (sporák, krb), pády (z přebalovacího pultu, kočárku, postýlky, schodů), vdechnutí cizího tělesa, úrazy způsobené třesením
- Batole (1–3 roky): otravy, vdechnutí a následné dušení (korálky, oříšky), tonutí (pády do bazénů), opařeniny
- Předškolák (4–6 let): úrazy spojené s volnočasovými a sportovními aktivitami, otravy, popáleniny, poranění elektrickým proudem
- Školák (7–14 let): pády a nárazy při sportu, úrazy ve škole, popáleniny, tonutí, dopravní úrazy
- Dospívající (15–18 let): úrazy spojené s užíváním alkoholu, drog, dopravní úrazy, sportovní úrazy[2]

## Úrazy seniorů
Po 75. roce věku musíme počítat se stoupajícím množstvím zdravotních problémů, především však s nemocemi srdce a kloubů. Je nutné očekávat nehody, především z důvodu oslabení zraku a snížené pohyblivosti. Z poúrazových úmrtí je u žen celkem 60 % zaviněno pády, nebezpečné jsou zejména zlomeniny krčku stehenní kosti, u mužů je to 40 %.

## Příklady úrazů
- Zlomenina
- Amputace
- Rána
- Tržná rána
- Otřes mozku
- Krvácení
- Poranění páteře

## Klasifikace a právní definice zranění a újmy na zdraví
Trestní zákoník 40/2009 Sb. definuje v § 122 pro své účely ublížení na zdraví a těžkou újmu na zdraví.
Ublížením na zdraví se rozumí takový stav záležející v poruše zdraví nebo jiném onemocnění, který porušením normálních tělesných nebo duševních funkcí znesnadňuje, nikoli jen po krátkou dobu, obvyklý způsob života poškozeného a který vyžaduje lékařského ošetření.
Těžkou újmou na zdraví se rozumí jen vážná porucha zdraví nebo jiné vážné onemocnění. Za těchto podmínek je těžkou újmou na zdraví:
- zmrzačení,
- ztráta nebo podstatné snížení pracovní způsobilosti,
- ochromení údu,
- ztráta nebo podstatné oslabení funkce smyslového ústrojí,
- poškození důležitého orgánu,
- zohyzdění,
- vyvolání potratu nebo usmrcení plodu,
- mučivé útrapy, nebo
- delší dobu trvající porucha zdraví.

Zákon o provozu na pozemních komunikacích 361/2000 Sb. operuje s pojmy zranění a těžká újma na zdraví. Výskyt zranění je jedním z alternativních kritérií v definici dopravní nehody, pří výskytu jakéhokoliv zranění platí vždy povinnost oznámit nehodu policii a zdržet se přemisťování vozidel, popřípadě vyznačit situaci a stopy. Je-li řidič podezřelý ze zavinění nehody, při které došlo k těžké újmě na zdraví, smí mu policista zabránit v další jízdě. Podle vyhlášky č. 32/2001 Sb., o evidenci dopravních nehod, se pro účely evidence dopravních nehod považuje za těžké zranění těžká újma na zdraví podle trestního zákona a za lehké zranění jiné než těžké zranění, a to i tehdy, nedojde-li k pracovní neschopnosti. Samotný pojem zranění zde definován není.
Zákon o vnitrozemské plavbě č. 114/1995 Sb. používá v definici nehody v provozu na vodní cestě jako jedno z alternativních kritérií podmínku, že událost má za následek újmu na zdraví nebo smrt účastníků provozu na vodní cestě. Na nehodu s újmou na zdraví se vždy vztahuje povinnost ohlášení plavebnímu úřadu, a to i když jde o nehodu malého plavidla, jehož vůdce nehodou zraní jen sám sebe.
Podle zákoníku práce 262/2006 Sb. je zaměstnavatel povinen vyhotovovat záznamy a vést dokumentaci o všech pracovních úrazech, jejichž následkem došlo ke zranění zaměstnance s pracovní neschopností delší než 3 kalendářní dny nebo k úmrtí zaměstnance. Dále jsou zaměstnavatelé povinni přijímat opatření proti opakování pracovních úrazů.
Chirurgicky se jednotlivá traumata klasifikují podle stupnice AIS (Abbreviated Injury Scale) podle závažnosti stupni od nejlehčího 1, po nejtěžší (inoperabilní) 6. Pro polytraumata se používá Injury Severity Score (ISS), které může nabývat hodnot od 0 do 75.